# Varga Andrea (színművész)
Varga Andrea (Tornalja, 1977. március 8. –) magyar színésznő. 

## Életpályája
A Miskolci Nemzeti Színház stúdiójában végzett Majoros István osztályában, majd azóta a színház tagja. 2016–2019 között a Színház- és Filmművészeti Egyetem drámainstruktor szakán tanult.
Miskolcot... az első perctől imádtam. A színház stúdiója jó iskola volt, már másodévesként színpadra állhattunk. Kipróbálhattuk, hogy milyen a súgás, az ügyelés, mindent csináltunk. Az első nagy szerepem az Evita volt... Amikor elmentem a meghallgatásra, egy másik, kisebb szerepben bíztam, aztán kiderült, a főszerep az enyém.

## Díjai
- Déryné-díj (2023)[5]